# Islas Tule del Sur
Las Tule del Sur son un grupo de islas que forman parte del archipiélago de las islas Sandwich del Sur, y está formado por las tres islas más meridionales del archipiélago: la isla de Bellingshausen, la isla Cook, y la isla Thule (o Morrell). El grupo de islas es una región yerma, barrida por el viento frío.
En el contorno del grupo Tule del Sur se ubican nueve de los puntos que determinan las líneas de base de la República Argentina, a partir de las cuales se miden los espacios marítimos que rodean al archipiélago.

## Características
Las islas son parte de un viejo volcán hundido, y están cubiertas de ceniza y guano de pingüino. Hay focas, petreles y bancos de algas, especialmente en una pequeña ensenada en Tule (Morrell) llamada bahía Ferguson. Tule del Sur recibió su nombre debido a que les pareció a sus descubridores el punto más extremo del fin del mundo, la Última Thule.
Estas islas no pertenecen a la Antártida, pues se ubican ligeramente al norte del paralelo 60 sur que por convención establece el límite de los territorios antárticos. Sin embargo, como todas las islas del archipiélago, se encuentra dentro de la Convergencia Antártica.
Actualmente están deshabitadas y son reclamadas por el Reino Unido como parte del territorio británico de ultramar de las Islas Georgias del Sur y Sandwich del Sur y por la República Argentina, que las hace parte del departamento Islas del Atlántico Sur dentro de la provincia de Tierra del Fuego, Antártida e Islas del Atlántico Sur.

## Islas del grupo
| Islas                          | Área   | Mayor altura                   | Localización                       |
| Bellingshausen                 | 1 km²  | Pico Basilisco: 255 m s. n. m. | 59°25′S 27°05′O / -59.417, -27.083 |
| Tule (también Thule o Morrell) | 14 km² | Monte Larsen: 710 m s. n. m.   | 59°27′S 27°18′O / -59.450, -27.300 |
| Cook                           | 20 km² | Monte Harmer: 1115 m s. n. m.  | 59°28′S 27°09′O / -59.467, -27.150 |

## Historia

### Presencia argentina 1955-1956
En estas islas se instaló el Refugio Teniente Esquivel que la República Argentina erigió a principios de 1955 en la península Corbeta Uruguay, bahía Ferguson de la isla Tule (o Morrell).
El refugio debió ser evacuado en enero de 1956 debido a una erupción volcánica en la isla Cook. En la propia isla se produjeron manifestaciones sulfurosas o fumarolas similares a las de la isla Decepción. Los tres integrantes del refugio fueron evacuados mediante dos helicópteros S-55 del rompehielos ARA General San Martín, que acudió prestamente al lugar.

### Presencia argentina 1976-1982
En noviembre de 1976 un grupo operativo de la Fuerza Aérea Argentina llegó a la isla Morrell y construyó una pequeña base científico-militar, con cuarteles y un pequeño helipuerto de hormigón. También establecieron una estación meteorológica y de radio, e izaron la bandera argentina. Todo esto se hizo bajo la dirección del gobierno militar argentino, con el fin de respaldar el reclamo territorial sobre las islas Sandwich del Sur. La base fue llamada Base Corbeta Uruguay.
No fue hasta diciembre de 1976 cuando los británicos descubrieron lo sucedido. Inicialmente, Londres no hizo nada ante la invasión militar (y ocupación) de un supuesto territorio bajo soberanía británica. Pasó más de un año antes de que se hiciese pública la ocupación de Tule. Entonces el primer ministro, James Callaghan, desestimó enviar a la Marina Real para acabar con la "ocupación", prefiriendo la diplomacia. Esta falta de respuesta, más la intención del Gobierno británico para reducir la presencia militar en la Antártida por razones presupuestarias, fue una de las tantas razones que condujo al Gobierno argentino a pensar que podría recuperar las islas Malvinas y Georgias del Sur, lo que sucedió en abril de 1982, dando comienzo a la guerra de las Malvinas.